# Kreisgericht Meseritz
Das Kreisgericht Meseritz war von 1849 bis 1878 ein preußisches Kreisgericht mit Sitz in Meseritz.

## Geschichte
In Meseritz bestand bis 1849 das Land- und Stadtgericht Meseritz. Nach der Märzrevolution wurde dieses Gericht aufgehoben und in der ganzen Provinz Posen einheitlich Kreisgerichte gebildet. In Meseritz entstand so das Kreisgericht Meseritz. Es war eines von 16 Kreisgerichten im Sprengel des Appellationsgerichts Posen.
Der Sprengel des Kreisgerichts Meseritz umfasste den Kreis Meseritz mit den Städten Meseritz, Bentschen, Betsche, Brätz und Tirschtiegel mit 42.991 Gerichtseingesessenen (1861). Das Kreisgericht Meseritz war Schwurgericht für die Kreisgerichte Meseritz, Birnbaum, Grätz und Wollstein. Das Gericht bestand aus einem Direktor und sechs Kreisrichtern.
Im Rahmen der Reichsjustizgesetze wurde das Gerichtswesen in Deutschland 1879 vereinheitlicht. Damit wurde das Kreisgericht Meseritz aufgehoben und das königlich preußische Amtsgericht Meseritz mit Wirkung zum 1. Oktober 1879 als eines von sieben Amtsgerichten im Bezirk des Landgerichtes Meseritz als Nachfolger gebildet.